# Petershagen
Petershagen là một thị xã ở huyện Minden-Lübbecke, thuộc bang Nordrhein-Westfalen, Đức. Đô thị Petershagen có diện tích 212 km².
Petershagen nằm bên sông Weser, cự ly khoảng 10 km về phía đông bắc Minden.
Đô thị giáp ranh
| - Minden - Hille - Uchte - Stolzenau - Leese - Landesbergen | - Loccum - Rehburg-Loccum - Nienburg - Niedernwöhren - Bückeburg |

### Các khu vực dân cư
Thị xã Petershagen bao gồm 29 khu dân cư:
| - Bierde - Buchholz - Döhren - Eldagsen - Friedewalde - Frille - Gorspen-Vahlsen - Großenheerse - Hävern - Heimsen | - Ilse - Ilserheide - Ilvese - Jössen - Petershagen-Lahde - Maaslingen - Meßlingen - Neuenknick - Ovenstädt - Petershagen (trung tâm thành phố) | - Quetzen - Raderhorst - Rosenhagen - Schlüsselburg - Seelenfeld - Südfelde - Wasserstraße - Wietersheim - Windheim |

## Đô thị kết nghĩa
- Petershagen-Eggersdorf (Brandenburg, Đức) -- từ năm 1990